# Next Boyfriend
«Next Boyfriend» es una canción interpretada por la cantante y compositora estadounidense Lauren Alaina. Es el primer sencillo del EP Lauren Alaina y del segundo álbum de estudio Road Less Traveled.
El vídeo musical fue dirigido por TK McKamy y estrenado en enero de 2016.

## Posicionamiento
La canción debutó en el Hot Country Songs en la posición 39, con 10.000 copias vendidas en su primera semana.